# Oecetis pseudoinconspicua
Oecetis pseudoinconspicua là một loài Trichoptera thuộc họ Leptoceridae. Chúng phân bố ở vùng Tân nhiệt đới.